# Ernesto Borel
Ernesto Borel (Torino, 26 luglio 1889 – Torino, 5 ottobre 1951) è stato un calciatore italiano, di ruolo attaccante.
Nel corso della sua carriera calcistica, durata sedici anni, legò il suo nome a Juventus, Cannes e Biellese. Con i torinesi, per cui giocò anche nella seconda squadra, si distinse per essere stato il primo juventino a segnare un gol nel derby di Torino.

## Biografia
Fu padre di Aldo Giuseppe e Felice, anche loro calciatori della Juventus.

## Carriera
Ernesto Borel fu tra i primi giocatori della Juventus, squadra in cui militò per quasi tutta la sua carriera sportiva. Possedeva un buon fiuto del gol, confermato dalle sue 15 realizzazioni in 22 partite. Fu anche rigorista della squadra e su tre penalty calciati li segnò tutti.
Dopo aver giocato con la squadra riserve dei bianconeri, con cui vinse il campionato di Seconda Categoria 1905, passò nel 1906 in prima squadra.
Il suo esordio avvenne nel primo derby della Mole in assoluto tra la Juventus e il neonato Torino, il 13 gennaio 1907, segnando peraltro su calcio di rigore la rete della sua compagine, sconfitta per 2-1. Il 17 gennaio 1909 realizzò una doppietta, sempre contro i granata, marcando la prima vittoria bianconera sui rivali cittadini. Il 14 novembre 1909 segnò entrambe le reti del primo derby d'Italia ante litteram, la sfida contro l'Inter.
Nel maggio del 1910 fu incluso nella convocazione preliminare della nazionale, venendo aggregato alla selezione delle riserve che sfidò i titolari a Milano. Giocò l'ultima sua partita con la Juventus il 25 ottobre 1914, ancora contro il Torino; nei derby contro i granata segnò complessivamente 4 gol in 8 partite, di cui due su rigore.
Conclusa l'esperienza con i bianconeri, nel 1914 si trasferì al Cannes dove giocò per diversi anni prima di tornare in Italia e concludere la carriera alla Biellese.

## Statistiche

### Presenze e reti nei club
| Stagione        | Club            | Campionato      | Campionato | Campionato | Campionato |
| Stagione        | Club            | Comp            | Pres       | Reti       |            |
| --------------- | --------------- | --------------- | ---------- | ---------- | ---------- |
| 1905-1906       | Juventus        | PC              | 0          | 0          |            |
| 1906-1907       | Juventus        | PC              | 2          | 2          |            |
| 1907-1908       | Juventus        | PC              | 2          | 0          |            |
| 1908-1909       | Juventus        | PC              | 2          | 2          |            |
| 1909-1910       | Juventus        | PC              | 14         | 9          |            |
| 1910-1911       | Juventus        | PC              | 0          | 0          |            |
| 1911-1912       | Juventus        | PC              | 0          | 0          |            |
| 1912-1913       | Juventus        | PC              | 0          | 0          |            |
| 1913-1914       | Juventus        | PC              | 0          | 0          |            |
| 1914-1915       | Juventus        | PC              | 2          | 2          |            |
| Totale Juventus | Totale Juventus | Totale Juventus | 22         | 15         |            |
| 1920-1921       | Biellese        | PC              | 3          | 0          |            |
| Totale Biellese | Totale Biellese | Totale Biellese | 3          | 0          |            |
| Totale          | Totale          | Totale          | 25         | 15         |            |

## Palmarès
- Seconda Categoria: 1

Juventus II: 1905